# Força Popular Sul-Vietnamita
A Força Popular Sul-Vietnamita (em vietnamita:  nghĩa quân; originalmente Corpo de Autodefesa) foi uma milícia local de meio turno do Exército da República do Vietnã durante a Guerra do Vietnã. A Força Popular Sul-Vietnamita protegia principalmente casas e vilarejos no Vietnã do Sul de ataques do Viet Cong (VC) e mais tarde do Exército do Povo do Vietnã.
A Força Popular assemelhava-se à Força Local e ao componente de guerrilha de aldeia do Viet Cong, enquanto a Força Regional era uma força em tempo integral disponível para operações dentro de uma província. A Força Popular era inicialmente muito mal treinada e equipada, mas frequentemente suportava o peso dos ataques do Exército do Povo do Vietnã/Viet Cong. As unidades da Força Popular e da Força Regional foram responsáveis por infligir cerca de 30% do total de baixas do Exército do Povo do Vietnã/Viet Cong durante a guerra e eram muito mais capazes de cumprir funções de emboscada e movimentação de pequenas unidades, reconhecimento e detecção do que forças convencionais maiores e de movimento lento.:49